# 金興旺
金 興旺（きん こうおう、生没年不詳）は、元末明初の軍人。

## 生涯
前半生は知られていない。朱元璋の下で威武衛指揮僉事となり、同知に進んだ。洪武元年（1368年）、徐達が河南から陝西に転戦するにあたって、潼関を守備する兵の増員を要請した。興旺が郭興の補佐として潼関を守備することとなり、指揮使に進められた。
翌年、馮勝が臨洮を攻撃すると、興旺は鳳翔に移駐し、軍の食糧補給を担当した。ほどなく北元の賀宗哲が鳳翔に進攻してくると、興旺は知府の周煥とともに籠城して守った。激しい攻城戦が展開されたが、李思斉を降した王輅の援軍もあり、興旺は鳳翔府城を守り切ることができた。元軍は慶陽が落ちたと聞いて、撤退した。洪武帝（朱元璋）は使者を派遣して金綺をもって興旺らの労をねぎらった。
洪武3年（1370年）、徐達が沔州に入ると、興旺は張龍とともに鳳翔から派遣されて連雲桟に入り、共同で興元を攻めた。守将が降ると、興旺は興元を守ることとなり、大都督府僉事に抜擢された。夏の将の呉友仁が3万の兵を率いて興元に進攻してくると、興旺は城中の兵3000人を総動員して防御にあたった。流れ矢が顔に命中したが、矢を抜いて戦闘に復帰し、数百人を斬った。敵はますます数を増やし、兵を集めて城に進入しようとした。呉友仁は城の外堀を埋め立てて、攻め落とそうと図った。徐達はこれを聞いて、傅友徳に木槽関を夜襲させ、斗山寨を攻めさせた。傅友徳が兵1人あたり10本の炬火を持たせて、山上に連ねて並べさせたので、呉友仁は大軍の来援と誤認して逃走した。興旺は兵を出して追撃し、崖石を落として夏兵は多数の死者を出した。
洪武4年（1371年）、興旺は秦王朱樉の下で左傅を兼ねた。